# Тъмната страна на Бруклин
„Тъмната страна на Бруклин“ (на английски: Motherless Brooklyn) е американски исторически криминален филм от 2019 г. с участието на Едуард Нортън, който е режисьор, продуцент и сценарист, и е базиран на едноименния роман от 1999 г., написан от Джонатан Летъм. Заедно с Нортън, във филма участват Брус Уилис, Гугу Мбата-Роу, Боби Канавале, Шери Джоунс, Алек Болдуин, Итън Супли и Уилем Дефо.

## Актьорски състав
- Едуард Нортън – Лайнъл Есрог
- Брус Уилис – Франк Мина
- Гугу Мбата-Роу – Лаура Роуз
- Алек Болдуин – Моузес Рандолф
- Уилям Дефо – Пол Рандолф
- Боби Канавале – Тони Вермонте
- Чери Джоунс – Габи Хоровиц
- Майкъл К. Уилямс – Мъжът с тромпета
- Лесли Ман – Джулия Мина
- Итън Супли – Гилбърт Кони
- Далас Робъртс – Дани Фантъл
- Джош Пейс – Уилям Лийбърман
- Робърт Уисдъм – Били Роуз
- Фишър Стивънс – Лу

## В България
В България филмът е излъчен премиерно по „Би Ти Ви Синема“ в понеделник от 21:00 ч. Дублажът е на студио VMS. Екипът се състои от:
| Озвучаващи артисти  | Петя Абаджиева Мартин Герасков Николай Николов Момчил Степанов Светломир Радев |
| Преводач            | Мери Златева                                                                   |
| Тонрежисьор         | Венелин Николов                                                                |
| Режисьор на дублажа | Добрин Добрев                                                                  |